# Diatto
Diatto es una fábrica italiana de automóviles que tiene su antecedente en un taller de carruajes y material tranviario establecido en 1835 por Battista Diatto en el corso Moncalieri de Turín, cercano al río Po, de donde obtenía la energía para las máquinas. Más tarde amplió sus instalaciones para la producción de vagones de tren. 
Pietro y Vittorio, hijos de Battista, que habían estudiado ingeniería, decidieron redirigir el negocio a principios de siglo a los automóviles que rápidamente se estaban poniendo de moda. Obtienen licencia para fabricar modelos de la parisina Clément-Bayard, marca creada por Adolphe Clément-Bayard cuando en 1903 se separó de la Gladiator. Constituido el acuerdo en 1905, se establece la fábrica en la vía Frejus en Turín y al año siguiente se producen los primeros modelos: el 10/12HP un bicilíndrico de 1884 cc y el 4 cilindros 20/25 de 3770 cc. Un año después se añade el 6 cilindros 24HP de 4086cc.
La colaboración con la Clément termina en 1909, y la sociedad cambia su denominación por la de "Officina Fonderia Frejus-Vetture Diatto", y se comienza a producir motores propios, en realidad un solo modelo de monobloque de 4 cilindros de 1413cc. Con este motor se equipa al modelo 16/20HP, que fue el único fabricado hasta la Gran Guerra y del que se produjeron cerca de 300 unidades. A lo largo de la guerra se introducen nuevos modelos, el pequeño 18HP, y el 6 cilindros 30/40 HP que son utilizados también como vehículos militares.
Diatto cesó la producción en 1929.

## Historia

### sigloXIX
En 1835 Guglielmo Diatto, un trabajador de 30 años de Carmañola (Italia), fundó un taller en las orillas del río Po en Turín para la fabricación y reparación de ruedas de carro. El negocio pasó a la construcción de carruajes para la nobleza y Diatto Manifattura di Carrozze (Fabricación de carruajes) se convirtió en una empresa industrial exitosa.
En 1838, Guglielmo Diatto recibió su primera patente para una "rueda perfeccionada". La patente se encuentra en el 'Museo Nacional de Automóviles' de Turín.
En 1874, los hijos del fundador, Giovanni y Battista, comenzaron a construir coches de ferrocarril de lujo para la Compagnie des Wagons Lits et des Grands Express Europeens de París, que controlaba el Orient Express, el Nord Express, el Surexpreso y el Transiberiano en toda Rusia.

### Diatto-Clément
En 1905, los nietos del fundador, Vittorio y Pietro Diatto, pensaban que la producción de vehículos de motor representaba el futuro del "mercado de los carruajes". El 12 de abril de 1905, fundaron Società Diatto-A. Clement en sociedad con la empresa francesa Clément-Bayard, propiedad de Adolphe Clément-Bayard de París. Diatto-Clément tenía una fuerza laboral de 500 trabajadores (nota: Fiat tenía 776) y producía automóviles con motores de 4 y 6 cilindros.
La empresa logró un éxito deportivo significativo desde el principio. En 1906 ganó el Concurso Herkomer en Alemania contra 134 competidores (1800 km de Fráncfort a Innsbruk); el Lugano-Paso de San Gotardo (prueba de velocidad de 7 horas por los puertos de montaña) en Suiza; y la Copa de Oro de Italia, derrotando a 48 competidores en 4000 km en 11 etapas de un día en Italia.
También ganó la Copa Cannes de 1907, por ahorro de combustible, y la carrera de 700 km San Petersburgo-Moscú de 1908.

### Autocostruzioni Diatto
En 1909, los hermanos Diatto compraron Adolphe Clément-Bayard y cambiaron el nombre de la empresa a 'Autocostruzioni Diatto'. La nueva compañía continuó con su reputación deportiva y se comercializó bajo el lema: Reina de los vehículos ligeros, rápidos, cómodos, elegantes.
La compañía desarrolló una red mundial de ventas y soporte, con vehículos que se exportaron a:
| - Argentina, - Australia, | - Austria, - Brasil, | - Canadá, - Cuba, | - Francia, - Alemania, | - Polonia, - Rusia, | - España, - Suiza, | - Reino Unido, - Estados Unidos |

A partir de 1912, Diatto se expandió rápidamente y se convirtió en uno de los principales grupos industriales italianos. En 1915, adquirió tanto la fábrica de Scacchi en Chivasso, en la que la plantilla de 100 trabajadores construía cinco coches por mes, como la fábrica 'Vetture Automobili Leggere Torino' (V.A.L.T.). Vetture Automobili Leggere Torino. A continuación, consolidó tanto la plantilla como la planta en la nueva fábrica de 'Via Frejus' (Turín), donde se pudieron producir más de 40 unidades al mes.

#### Gnome et Rhône
Diatto adquirió una participación de control del fabricante líder de motores de aviación Gnome et Rhône de 'Weiter and Waugham'. Gnome fabricaba alrededor de 200 motores radiales de aviación por mes. Bajo la propiedad de Diatto, sus conocimientos tecnológicos también se integraron en sus automóviles.
El motor rotativo de 9 cilindros Gnome et Rhone ganó varios premios transeuropeos de prestigio como la travesía del Mediterráneo; la Copa Gordon Bennet; la reunión de Reims; además de las reuniones de Friedrichshafen, Düsseldorf, Cuxhaven, Zeebrugge y Dunquerque.
La preparación para la Primera Guerra Mundial generó pedidos por 5000 motores de aviación para Italia, Rusia, Francia y Reino Unido.

#### 1920
Tras la Primera Guerra Mundial se añadieron a la gama de la firma los motores de 8 cilindros sobrealimentados con pistones de aluminio y 4 válvulas por cilindro, de hasta 6000 cc.

## Renacimiento de la marca
El 9 de febrero de 2007 Zagato anunció la reactivación de la marca Diatto para celebrar su 100 aniversario. Durante el 77.º Salón de Ginebra en marzo de 2007 se dio a conocer un nuevo coche deportivo completamente de aluminio denominado Diatto Ottovù Zagato.